# 人民团结 (乌拉圭)

人民团结标志

人民团结（西班牙語：Unidad Popular，缩写为UP）是乌拉圭的一个左翼政党联盟，成立于2013年4月21日。它是在原有的泛左翼政党人民大会的基础上组建。目前，该联盟的成员有：人民大会、三月二十六日运动、乌拉圭革命共产党、退休人员保卫运动、前进运动和乌拉圭人文主义党等。在2014年乌拉圭大选中，三月二十六日运动领导人爱德华多·卢比奥作为人民团结候选人当选众议员。2023年12月21日，它与工人党、斗争工人阵线组成选举联盟人民团结—工人阵线。